# گالتور
گالتور (به آلمانی: Galtür) یک منطقهٔ مسکونی در اتریش است که در ناحیه لاندک واقع شده‌است. گالتور ۱۲۱٫۲ کیلومتر مربع مساحت دارد ۱٬۵۸۴ متر بالاتر از سطح دریا واقع شده‌است.